# Miss May I
Miss May I — американський металкор-гурт, створений у 2006 році в місті Трої штату Огайо.
Будучи учнями старшої школи, у 2008 році колектив підписав контракт з Rise Records, та вже через рік випустив дебютний альбом Apologies Are for the Weak. Альбом посів 29 місце в чарті Top Heatseekers і 66 місце в чарті Top Independent Albums. Композиція «Forgive and Forget» стала одним із саундтреків до фільму «Пила 6», а композиція «Apologies Are for the Weak» з'явилася у грі «Saints Row: The Third».
На даний момент гурт зберіг свій первинний склад, який був з моменту заснування, проте басист Райан Нефф покинув колектив у 2007 році та повернувся у 2009. Другий альбом Monument вийшов 16 серпня 2010 року; третій At Heart — 12 червня 2012 року; четвертий Rise of the Lion — 29 квітня 2014 року; п'ятий Deathless — 7 серпня 2015 року; а шостий альбом, Shadows Inside, вийшов 2 червня 2017 року. Сьомий альбом, Curse of Existence, вийшов 2 вересня 2022 року.

## Історія

### Початок і перші релізи (2006–2009)
Miss May I з'явився у 2006 році в місті Трой, штат Огайо. До первинного складу увійшли Леві Бентон, Райн Нефф, Джерод Бойд, Джастін Уфдемкампе і БіДжей Стед. Нефф покинув колектив 2007 року, щоб приєднатися до гурту Rose Funeral, його замінив басист Джош Гіллеспі, однак вже у 2009 Райн повернувся.
Наприкінці 2007 року гурт випустив мініальбом Vows for a Massacre, який містить п'ять композицій, а 2008 року однойменний демо-альбом; обидва альбоми були випущені самостійно. Демо-альбом містить шість композицій, у тому числі «Architect» і «Tides», які пізніше з'явилися в дебютному альбомі Apologies Are for the Weak 2009 року.

### АльбомMonument(2010–2011)
Згідно слів продюсера Джоя Штурджіса, Miss May I орендували студію для запису свого другого альбому. Пізніше Райан Нефф повідомив у Твіттері, що альбом вийде в серпні 2010, а також буде знято кліп.
11 червня 2010 Леві Бентон оголосив про вихід нового треку «Colossal» і повідомив назву нового альбому Monument, а також назвав дату релізу — 17 серпня 2010 року. Також пізніше була показана обкладинка альбому, на який зображений лев, як і на обкладинці дебютного альбому. 2 вересня 2010 вийшов кліп на пісню «Relentless Chaos». У грудні 2010 MMI повідомили про свою участь в турі «Warped Tour 2011». Альбом досяг 10 позиції в чарті Top Hard Rock Albums, 15 в чарті Top Independent Albums і 31 в Top Rock Albums.
Гурт з'явився разом з We Came as Romans в турі «Merchnow.com + Arkaik Clothing» I'm Alive «Tour» (вересень-жовтень 2011) разом з гуртами Close To Home, Of Mice & Men і Texas in July. Після туру «I'm Alive» MMI брали участь в турі «No Guts No Glory» з гуртами Pierce the Veil, Woe Is Me і Letlive.

### АльбомAt Heart(2011–2013)
Після завершення гастролей у 2011, Miss May I повернулися в студію, і на початку 2012 розпочали працювати над новим альбомом, який запланували випустити влітку того ж року. 8 березня 2012 гурт повідомив про те, що завершив роботу над новим альбомом At Heart і випустить його 29 травня 2012 року. Через кілька хвилин Леві Бентон повідомив про перенесення дати релізу на 12 червня 2012 .
В березні 2012 року, гурт вирушив в тур разом з Whitechapel, After the Burial, The Plot in You, Rescued By A Sinking Ship і Structures. Одразу після березневого туру MMI підтримали європейський тур разом з Parkway Drive, The Ghost Inside і Confession. Також гурт виступав в турі по США з гуртами Whitechapel, The Ghost Inside, Within the Ruins і The Plot in You в травні 2012 року. 3 травня гурт випустив композицію «Hey Mister». Влітку 2012 гурт виступав на «Warped Tour 2012» і восени очолив тур «AP Tour». У березні 2013 року колектив виступав на розігріві у Bullet for My Valentine і Halestorm.

### АльбомRise of the Lion(2013–2015)
Пізніше було оголошено, що гурт повертається в студію для запису четвертого альбому, який планує випустити наприкінці 2013 року або на початку 2014.
У вересні 2013 гурт повідомив про те, що завершив запис нового альбому, з продюсером Террі Дейтом.
20 листопада гурт дав інтерв'ю журналу «Metal Hammer», розповівши про новий альбом.
14 грудня гурт повідомив про те, що шукає фаната, у якого є на тілі татуювання з символічним левом і оголосила про конкурс на краще татуювання, яка стане обкладинкою нового альбому.
На початку 2014 року гурт повертається до Англії / Ірландії разом з Killswitch Engage, Trivium і Battlecross.
Протягом запису альбому гурт ділився фотографіями і відеозаписами. Сам альбом вийшов 29 квітня 2014 року.
Гурт відіграв мінітур на підтримку альбому разом з гуртом For the Fallen Dreams. Також MMI брали участь у фестивалі «Rockstar Energy Mayhem Festival» протягом усього літа з гуртами, як-от: Avenged Sevenfold, Korn, Cannibal Corpse, Trivium, Suicide Silence, Asking Alexandria, Veil of Maya, Darkest Hour, Upon a Burning Body, Body Count і Emmure.
У січні 2015 гурт підтримав August Burns Red в турі «Frozen Flame» разом з Northlane, Fit For A King і ERRA.

### АльбомDeathless(2015–2016)
Альбом під назвою Deathless вийшов 7 серпня 2015 року. Продюсером став Джої Стерджіс, який працював з MMI над їх першими двома альбомами. Перший сингл альбому «I.H.E.» вийшов 17 червня 2015. 29 липня 2015 року однойменна композиція «Deathless» вийшла як другий сингл з альбому. У жовтні 2015 Miss May I підтримали Parkway Drive в турі по Північній Америці в підтримку альбому Ire разом з гуртами Thy Art Is Murder і In Hearts Wake. Також колектив повністю брав участь в турі «Warped Tour-2015».

### АльбомиShadows InsideтаCurse of Existence(2016 — дотепер)
24 червня 2016 року стало відомо, що колектив покинув лейбл Rise Records і підписав контракт з SharpTone Records. Шостий альбом Shadows Inside вийшов 2 червня 2017 року.
У 2017 році гурт відіграв хедлайнерське турне Північною Америкою на підтримку шостого альбому Shadows Inside. Того ж року вони приєдналися до The Amity Affliction як частина туру Motionless in White «Graveyard Shift». У 2018 році вони знову гастролювали Північною Америкою в рамках туру Gore Core Metal and More Tour, на розігріві у Gwar і Hatebreed. На початку 2019 року гурт підтримав August Burns Red у їхньому турі «Dangerous Tour». У середині 2019 року вони повністю відіграли альбом Monument на святкуванні його 10-річного ювілею, виступивши хедлайнерами туру разом із The Word Alive за підтримки After Life і Thousand Below.
2 вересня 2022 року Miss May I випустили сьомий студійний альбом Curse of Existence.

## Учасники
| Склад гурту - Леві Бентон — екстремальний вокал (2006–до сьогодні) - БіДжей Стед — соло-гітара (2006–до сьогодні), бек-вокал (2014–до сьогодні) - Джастін Уфдемкампе — ритм-гітара (2006–до сьогодні), бек-вокал (2014–до сьогодні) - Райн Нефф — бас-гітара, чистий вокал (2006—2007, 2009–до сьогодні) - Джерод Бойд — ударні (2006–до сьогодні) | Колишні учасники - Джош Гіллеспі — бас-гітара, чистий вокал (2007—2009) |

## Дискографія
| Рік                                       | Альбом                     | Лейбл      | Позиція в чартах | Позиція в чартах    | Позиція в чартах      | Позиція в чартах    |
| Рік                                       | Альбом                     | Лейбл      | US               | US Billboard charts | US Independent Albums | US Hard Rock Albums |
| ----------------------------------------- | -------------------------- | ---------- | ---------------- | ------------------- | --------------------- | ------------------- |
| 2009                                      | Apologies Are for the Weak | Rise       | —                | —                   | 66                    | —                   |
| 2010                                      | Monument                   | Rise       | 76               | 31                  | 15                    | 10                  |
| 2012                                      | At Heart                   | Rise       | 32               | 12                  | 5                     | 3                   |
| 2014                                      | Rise of the Line           | Rise       | 21               | 6                   | 4                     | 2                   |
| 2015                                      | Deathless                  | Rise       | 49               | 5                   | 4                     | 2                   |
| 2017                                      | Shadow Inside              | Sharp Tone | 176              | 37                  | 6                     | 6                   |
| 2022                                      | Curse of Existence         | Sharp Tone |                  |                     |                       |                     |
| «—» означає відсутність альбому в чартах. |                            |            |                  |                     |                       |                     |

Інші роботи
- Vows for a Massacre (self-released EP; 2007)
- Demo 2008 (self-released demo; 2008)

## Музичні кліпи
| Рік  | Пісня                                    | Режисер              |
| ---- | ---------------------------------------- | -------------------- |
| 2009 | «Architect» (demo version)               | Thunder Down Country |
| 2009 | «Forgive and Forget»                     | Spencer Nicholson    |
| 2009 | «Forgive and Forget (Saw VI Soundtrack)» | Spencer Nicholson    |
| 2010 | «Relentless Chaos»                       | Thunder Down Country |
| 2010 | «Our Kings»                              | Thunder Down Country |
| 2011 | «Masses of a Dying Breed»                | Thunder Down Country |
| 2011 | «Relentless Chaos (Live)»                | Cole Dabney          |
| 2012 | «Hey Mister»                             | Thunder Down Country |
| 2012 | «Day By Day»                             | Thunder Down Country |
| 2012 | «Ballad of a Broken Man»                 | Unknown              |
| 2014 | «Gone»                                   | Brad Golowin         |
| 2014 | «Echoes»                                 | Brad Golowin         |
| 2014 | «You Want Me»                            | Unknown              |
| 2014 | «Hero with No Name»                      | Unknown              |
| 2015 | «I.H.E.»                                 | Max Moore            |
| 2015 | «Deathless»                              | Max Moore            |
| 2015 | «Turn Back the Time»                     | Unknown              |
| 2018 | «Under Fire»                             | Unknown              |
| 2022 | «Unconquered»                            | JOSIAHx              |
| 2022 | «Bleed Together»                         | JOSIAHx              |
| 2022 | «Earth Shaker» (Visualizer)              | JOSIAHx              |
| 2022 | «Free Fall» (Visualizer)                 | JOSIAHx              |

## Miss May I та Україна
5 грудня 2016 року організаторами українського щорічного фестивалю Zaxidfest було оголошено, що гурт Miss May I виступатиме 20 серпня 2017 на рок-сцені заходу разом з провідними гуртами як-от Chelsea Grin та In Extremo. Це був перший виступ MMI в Україні за 10 років існування гурту. Під час виступу фронтмен групи, Леві Бентон, пообіцяв повернутися до України, зауваживши теплий прийом фанів, про що він згодом поділився в соц. мережах

## Пограбування в Мілані
8 серпня 2017 гурт, разом з Within The Ruins та Loathe, вирушив в європейський тур на підтримку альбому «Shadow Inside». Тур розповсюджувався на Чехію, Італію, Німеччину, Швейцарію а також Україну.13 серпня, під час візиту в Мілан (Італія), MMI були пограбовані, втративши все обладнання, включаючи музичні інструменти. Грабіжники взламали двері автобуса, в якому перебували учасники гурту, і менш як за хвилину було вкрадено майже все устаткування та інструменти. Гурт одразу відреагував на інцидент, звернувшись до поліції, однак ті дали знати, що шансів повернути крадене немає. Попри велику матеріальну втрату, Miss May I не припинили тур; деякий час їм довелось позичати або ж орендувати обладнання для виступів. 23 серпня гурт у всіх соц. мережах оприлюднив відеозвернення, де учасники висловили прохання на допомогу. Вони зазначили, що страхові виплати на втрачене майно, за кордоном, не повністю поширюються, і гурт опинився у фінансовій скруті. В день об'яви крадіжки, MMI запустили у продаж нову лінію товарів з атрибутикою гурту, присвячену 10-річному існуванню колективу, при купівлі якої в подарунок йде жетон з підписами учасників. Окрім футболки, постера та прапора із символікою MMI, можна зробити пожертвування на суму 10$, за що особа отримує жетон з автографами.

## Тури
- You Can't Kill What You Can Not Replace — Bleeding Through, Carnifex, Miss May I, Motionless in White
- Back to Roots Tour — The Devil Wears Prada, Miss May I, Your Demise
- 2010 Tour — Miss May I, Sleeping With Sirens, Bury Tomorrow, Abandon All Ships, The Crimson Armada
- The Tour that stole Christmas — Iwrestledabearonce, Miss May I, Inhale Exhale, Of Machines
- The Atery Metal Tour — Impending Doom, Carnifex, Miss May I, Conducting from the Grave, Underneath the Gun, Molotov Solution
- The Monument Tour —Miss May I, Confide, The Word Alive, Bury Tomorrow, Abandon All Ships
- The Corruption Tour — Whitechapel, Impending Doom, Miss May I, Oceano, I Declare War
- No Guts, No Glory Tour — Miss May I, Pierce the Veil, Woe, is Me, The Amity Affliction, letlive
- Warped Tour 2011 — A Day to Remember, Asking Alexandria, Black Veil Brides, The Devil Wears Prada, August Burns Red, The Acacia Strain, Attack Attack, I Set my Friends on Fire, Eyes set to Kill, Miss May I
- The Reckless & Relentless Tour — Asking Alexandria, Emmure, Chiodos, Miss May I, Evergreen Terrace, Lower Than Atlantis
- I Am Alive Tour — We Came as Romans, Miss May I, Of Mice & Men, Texas in July, Close to Home
- The Mosh Lives Part II — Emmure, Terror, After the Burial, Miss May I, Thick as Blood
- The Recorruptor Tour — Whitechapel, Miss May I, After the Burial, Within the Ruins, The Plot in You, Structures
- European Tour 2012 — Parkway Drive, The Ghost Inside, Miss May I
- Warped Tour 2012 — The Used, Of Mice and Men, Vanna, Chelsea Grin, Taking Back Sunday, All Time Low, The Ghost Inside, Senses Fail, Every Time I Die, Born of Osiris, Miss May I
- The AP Press 2012 Tour — Miss May I, The Ghost Inside, Like Moths to Flames, The Amity Affliction, Glass Cloud
- United Kingdom 2012 Headliner — Miss May I, Bleed from Within, Texas in July, Heart in Hand
- South American 2012 — Asking Alexandria, Chelsea Grin, Miss May I
- The Mix n Mash Tour — Parkway Drive, Miss May I, The Wonder Years, Confession
- March 2013 UK Tour — Bullet for my Valentine, Halestorm, Miss May I
- Disarm the Descent Tour — Killswitch Engage, Miss May I, Darkest Hour, The Word Alive, Affiance
- Wrong Side of Heaven Tour — Five Finger Death Punch, Escape the Fate, Miss May I, Gemini Syndrome
- 2014 European Tour — Trivium, Killswitch Engage, Miss May I, Battlecross
- Up Close and Personal Tour — Miss May I & For the Fallen Dreams
- Mayhem Festival — Avenged Sevenfold, Korn, Trivium, Asking Alexandria, Cannibal Corpse, Body Count, Suicide Silence, Miss May I, Mushroomhead, Emmure, Veil of Maya, Darkest Hour, Ill Nino, Upon A Burning Body, Texas Hippie Coalition, Wretched, Islander, King 810, Erihma
- Frozen Flame Tour — August Burns Red, Miss May I, Northlane, Fit For A King, ERRA
- Warped Tour 2015 — Asking Alexandria, I Killed the Prom Queen, Hundredth, The Amity Affliction, Silverstein, Neck Deep, Man Overboard, Attila, Escape the Fate, Blessthefall, August Burns Red, Palisades, PVRIS, Mallory Knox
- IRE United States Tour — Parkway Drive, Miss May I, Thy Art Is Murder, In Hearts Wake
- Drop The Gloves Tour — Blessthefall, Miss May I, The Plot in You, Sirens & Sailors, A War Within
- Bands vs Food Tour — Memphis May Fire, We Came as Romans, Miss May I, For Today
- May 2016 UK Tour — We Came as Romans & Miss May I
- Fall 2017 US Tour — Supporting Motionless In White and The Amity Afflection with Willam Control
- Summer 2018 US Tour — Supporting GWAR and Hatebreed